# Nuthurst, Warwickshire
Nuthurst är en by i civil parish Tanworth-in-Arden, i distriktet Stratford-on-Avon, i grevskapet Warwickshire, i England. Byn är belägen 15 km från Warwick. Nuthurst var en civil parish 1866–1932 när blev den en del av Tanworth in Arden och Solihull Urban. Civil parish hade 100 invånare år 1931.